# Emma Gaudreau
Pour les articles homonymes, voir Gaudreau.
Emma Gaudreau Casgrain (1861-1934) est la première femme à avoir exercé la profession de dentiste au Canada.

## Biographie
Emma Marie Wilhelmine Gaudreau naît le 2 juin 1861 à Montmagny au Québec. Fille de Jean-Baptiste Gaudreau, un cultivateur, et de Marie-Caroline Létourneau, Emma est la troisième d'une famille de cinq enfants avec trois frères et une sœur. Elle étudie au couvent des Ursulines de Québec avant de rencontrer Henri-Edmond Casgrain, de 15 ans plus âgé, qu'elle épousera à 18 ans, le 16 octobre 1879 à Montmagny. Le couple n'aura pas d'enfants. Avec son mari, qui est dentiste de profession, ils décident d'aller habiter Québec. C'est auprès de son époux qu'elle acquiert les connaissances et techniques nécessaires à l'accession de sa future profession. Après l'obtention de son diplôme du Collège des dentistes du Québec et de sa licence qui l'autorise à pratiquer cette profession, elle devient, en 1898, la première femme au Canada à être admise à la pratique de la dentisterie, qu'elle exerça avec son mari à Québec dans leur bureau de la rue Saint-Jean de 1898 à 1920. Ils eurent comme voisin l’horloger et bijoutier Cyrille Duquet. Elle habitera plus tard au 180 de la rue Aberdeen, aujourd'hui dans l'arrondissement de La Cité-Limoilou. Une plaque commémorative a été installée à cet endroit pour lui rendre hommage. Elle décède le 7 octobre 1934, âgée de 73 ans, dans la paroisse Saint-Dominique, à Québec. Elle sera inhumée trois jours plus tard dans le cimetière Notre-Dame-de-Belmont,,.

## Culture populaire
Dans le domaine de la littérature, Emma Gaudreau a inspiré le personnage d'un roman historique de Sylvie Gobeil intitulé De tendres aspirations.

## Hommages
- Une plaque "Ici vécut de la ville de Québec est présente au 180 rue Aberdeen, en son honneur, pour indiquer son ancien lieu de résidence.